# 小牧美香
小牧 美香（こまき みか）は、鹿児島県出身のシンガーソングライター、ダンサー。ラジオDJ・イベントMC・ダンスインストラクター・ボイストレーナー ・プログレスアイエヌジー所属・キッズダンス教室 HappyStars代表。

## 来歴
- 2012年11月J-POP・Jazz・クラシックジャンルの違う3人歌手で結成された東京キャンディーズとしてキャンディーズの楽曲を中心に昔懐かしの昭和歌謡曲を披露し、2015年5月に最初で最後のオリジナルCD「Loving you」リリース。同年6月解散コンサートをもってそれぞれのジャンル活動！
- 2013年5月1stminiAlbum「鼓動〜KODOU」リリース
- 2013年 11月StickamJapanTV 六本木ヒルズより生放送『ひさっChu〜！』レギュラーMC1年半務める。
- 2014年 KOMAKIMIKA 1stminiAlbum『〜鼓動〜KODOU』テレビ埼玉 MUSIC AQUA #5 エンディングソング
- 2014年9月〜川崎FM DreamKingdomはちきみかのEternal Dream担当
- 2015年ラジオ成田DJ  木曜日Artist Residence担当
- 2016年〜千葉県 地域密着型キッズ専門ダンスボーカル教室【Happy Stars】OPEN

## ディスコグラフィー
- あなたは光
- 鼓動
- 旅
- そして未来へ・・・
- This Is Real Music Vol4
- 〜Eternal Dream〜 さめないゆめ
- Sweet on you
- 新しい風
- Loving you
- 今日も笑顔で